# Ichneumon melanurus
Ichneumon melanurus är en stekelart som beskrevs av Gmelin 1790. Ichneumon melanurus ingår i släktet Ichneumon och familjen brokparasitsteklar. Inga underarter finns listade i Catalogue of Life.